# إردينتش بالتو
إردينتش بالتو (بالتركية: Erdinç Balto)‏ مواليد 10 فبراير 1990 في قاضي كوي، إسطنبول، تركيا، هو لاعب كرة سلة تركي. بدأ مسيرته الاحترافية في سنة 2006. يلعب مع أوشاك سبورتيف. يحمل الرقم 18. يبلغ طوله 6 قدم 9 بوصة (2.1 م).

## المسيرة الاحترافية
لعب مع نادي كارشياكا لكرة السلة في موسم 2006–2007، ثم لعب مع تورك تيليكوم في الدوري التركي من سنة 2007 إلى 2010، ثم لعب مع نادي داروشافاكا لكرة السلة في موسم 2011–2012، ثم لعب مع أوشاك سبورتيف في الدوري التركي في سنة 2012.

## روابط خارجية
- إردينتش بالتو على موقع كرة السلة الأوروبية.كوم (الإنجليزية)
- إردينتش بالتو على موقع ريلجم (الإنجليزية)
- إردينتش بالتو على موقع بروبوليرز (الإنجليزية)